# Rhythmus im Blut
Rhythmus im Blut ist ein US-amerikanisches Film-Musical aus dem Jahr 1954.

## Handlung
Erzählt wird die Geschichte der Artistenfamilie Donahue: Zur Zeit der Depression in den USA bekommen die Donahues die Auswirkungen der Wirtschaftskrise zu spüren, da immer weniger Menschen Geld für Unterhaltung ausgeben wollen. Sie müssen hart kämpfen, um Engagements zu finden. Als Tim, eines der Kinder der Donahues, erwachsen wird, verliebt er sich in Vicky, die als Garderobenmädchen in einem Nachtclub arbeitet und auch dort Auftritte hat. Nach mehreren Komplikationen -Steve wird Priester, Tim verschwindet nach einem Autounfall aus dem Spital- treffen die  Familienmitglieder einander bei einem Konzert und treten spontan zu fünft auf. Dann folgt (im Film) eine Nummer zu sechst, mit Vicky.

## Hintergrund
- Der berühmte Schluss-Song von Irving Berlin There’s No Business Like Show Business, der zum Evergreen wurde, stammt ursprünglich aus dem Musical Annie Get Your Gun von 1946. Im Film ist Marilyn Monroe singend auf der Leinwand zu sehen. Auf der Film-LP wurde hingegen ihre Stimme durch die von Dolores Gray ersetzt, weil Monroe bei einer anderen Plattenfirma unter Vertrag stand.
- Während der Dreharbeiten wurde der musikalische Berater Hal Schaefer bewusstlos aufgefunden. Er hat versucht, sich mit einer Überdosis Benzedrin und Nembutal, die er in einer Speziallösung zur Reinigung von Schreibmaschinen aufgelöst hatte, das Leben zu nehmen. Unklar war der Grund des Suizid-Versuches.
- Eigentlich wollte Monroe in diesem Film nicht mitspielen, da sie schon wieder ein Showgirl darstellen sollte, wie schon in ihren vorangegangenen Filmen Blondinen bevorzugt, Wie angelt man sich einen Millionär? und Fluß ohne Wiederkehr. Daraufhin wurde sie von den Fox-Studios überredet, die Rolle anzunehmen und ihr wurde versprochen, dass sie im nächsten Film Das verflixte 7. Jahr unter der Regie von Billy Wilder spielen durfte.
- In Deutschland kam der Film gekürzt in die Kinos. Marilyn Monroe wird in der deutschen Fassung von ihrer Standardstimme Margot Leonard synchronisiert.[1]

## Auszeichnungen
- Oscar-Nominierung für Charles Le Maire, Travilla, Miles White (Kostüme)
- Oscar-Nominierung für Alfred Newman, Lionel Newman (Musik)
- Oscar-Nominierung für Lamar Trotti (Story)

## Kritiken
„Anspruchslose, aber gefällige Unterhaltung.“

„Marilyn Monroe, die Donald aus dem Showgeschäft und in die Uniform treibt, hat drei Lieder zu singen und trägt sie in ihrer zum Markenzeichen gewordenen verführerischen Art vor (…) Die Besetzung ist großartig (…) "There's No Business Like Show Business" ist ein großer Revuefilm voller Farbenpracht und Melodien. Ganz einfach eine Menge wundervoller Gefühlsduselei.“